# 聖ジェイムスの典礼

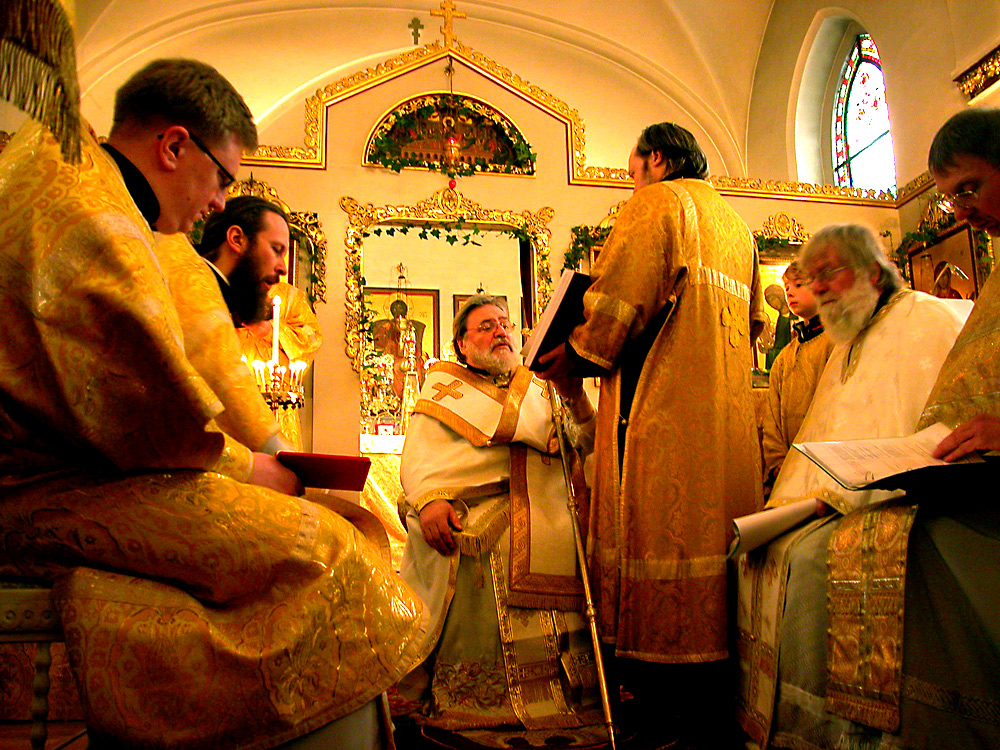
牧杖を持ち、ドイツ、デュッセルドルフの聖ジェイムスの典礼のお祝いを主宰する正教の司教。

聖ジェイムスの典礼（せいジェイムスのてんれい、独：Jakobus-Liturgie）またはジェームズ支持者典礼は、いくらかのキリスト教教会の間でまだ使用されている、東方の多種多様な聖体礼儀のうち最も古い完全な形である。
之典礼にはイエスの「兄弟」でありエルサレムでのユダヤ人キリスト教徒の間の大司教だった、義人ジェームズの名前がついている。

## 手書きの伝統
聖ジェイムスの典礼は、教会で一般使用のために発達し最も古い生き伸びた典礼であると考えられる。
唯一の決定版は、ドム・チャールズ・メルシエにより出版された『東教父学』、巻26 （1950）である。

## 音楽的な注釈
初期の教会の賛美歌制作者は、歌われる祈りの言葉と音楽的な音階の調子の両方を、共同体の人々が一冊の写本だけで歌えるように作った。譜表と音階の西方式の仕組みが中世に採用される前に使われた、旋律的な調子およびそれらの長さを示すネウマに、注釈が、本文（古写本の例として、アリゾナの聖アントニーの北アメリカギリシャ正教修道院による照合を見よ）に対応して記録された。賛美歌「すべての人の肉を静かに保たしめよ」は、また、ローマ・カトリックラテン式典礼で、宗派応答歌の語りへの代案として一般的である。